# Yoshito Usui
Yoshito Usui (臼井儀人, Usui Yoshito) (21 avril 1958 - 11 septembre 2009) était un mangaka japonais né à Shizuoka.

## Biographie
Il a commencé sa carrière de mangaka au milieu des années 1980 dans le magazine Action. Son œuvre la plus connue est Crayon Shin-chan, publié dans le magazine Action depuis 1987, et dont le premier volume s'est écoulé à plus de 25 millions d'exemplaires. Usui a publié entre autres Mix Connection, Scrambled Egg, Super Mix, Unbalance Zone, Stories of Darakuya Store et Office Lady Gumi.
Le 11 septembre 2009, il disparaît au cours d'une randonnée dans la préfecture de Gunma ; il est déclaré comme tel le lendemain par ses proches. Le 19 septembre, un corps dont les vêtements correspondent à ceux décrits par la famille d'Usui est trouvé au pied d'une falaise sur le Mont Arafune, dans la préfecture de Gunma. Sa mort est confirmée le lendemain.